# 丹尼利夫卡 (日托米尔州)
50°38′44″N 28°27′57″E / 50.64556°N 28.46583°E

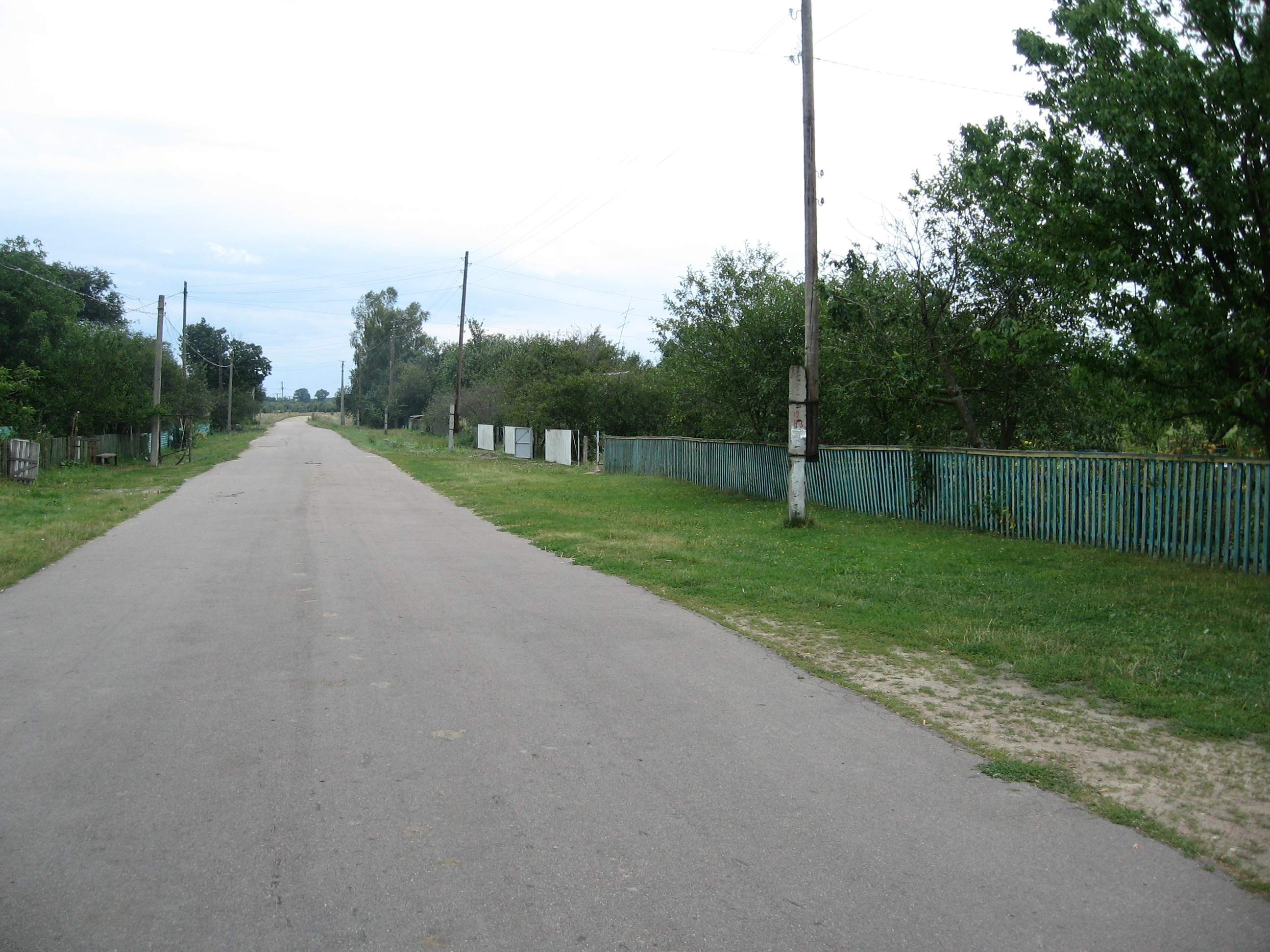
丹尼利夫卡

丹尼利夫卡（烏克蘭語：Данилівка），是烏克蘭的村落，位於該國北部日托米爾州，由日托米爾區霍罗希夫市镇負責管轄，面積6.55平方公里，2001年人口125，人口密度每平方公里19.08人。